# Nilla Fischer
Nilla Fischer , nascida em 1984 , em Kristianstad , é uma futebolista sueca, que atua como média . 

Atualmente (2013), joga pelo Linköpings FC. 

## Carreira
Fischer fez parte do elenco da Seleção Sueca de Futebol Feminino, nas Olimpíadas de 2012 e 2016. 

## Títulos
- Campeonato Sueco de Futebol Feminino – 2010, 2011
- Jogos Olímpicos de 2016 – Futebol feminino